# Ella von der Haide
Ella von der Haide (bürgerlich Isabella Haidle; * 22. Februar 1974 in München, Bayern) ist eine deutsche Performance- und Medien-Künstlerin, Filmemacherin, Gärtnerin und Stadtplanerin.

## Leben und Wirken
Ella von der Haide absolvierte von 1993 bis 1995 eine Ausbildung im Garten- und Landschaftsbau in München. Von 1995 bis 1996 studierte sie Landschaftsarchitektur am College of Art in Edinburgh. Anschließend folgte zwischen 1996 und 2004 ein Studium der Stadt- und Regionalplanung an der Technischen Universität Berlin, welches sie mit dem Dokumentarfilm Eine andere Welt ist pflanzbar! Gemeinschaftsgärten in Buenos Aires als Diplom-Ingenieurin abschloss.
Von 2004 bis 2014 lebte sie als Nomadische Künstlerin und bereiste die Welt mit ihrer Kamera. Sie arbeitet zeitweise auf ökologischen Bauernhöfen und bei Pferdezüchtern in Europa und Nordamerika. In ihren Dokumentar- und Experimentalfilmen beschäftigt sie sich mit sozialen und ökologischen Themen. Zentral in ihrem Schaffen sind Dokumentarfilme über Gemeinschaftsgärten und Guerilla Gardening. Neben ihrer Arbeit als Filmemacherin ist sie als Guerilla-Gärtnerin aktiv. Sie versteht sich selbst als queer-feministische Öko-Aktivistin.
2006 erhielt sie von der Gregor Louisoder Umweltstiftung einen Preis für Nachwuchswissenschaftler für ihren Film und ihre Forschungsarbeit über Gemeinschaftsgärten in Buenos Aires.
Von 2014 bis 2019 war sie Wissenschaftliche Mitarbeiterin im Fachgebiet Freiraumplanung, Fachbereich 06 Architektur Stadt- und Landschaftsplanung der Universität Kassel. Sie ist spezialisiert sich auf die Anwendung von audio-visuellen Medien zur Erforschung der queer-feministischen Freiraumgestaltung.
Zusammen mit Studierenden gestaltete sie 2017 mit foodoctopia und dem Krisenkonterkiosk im Rahmenprogramm der documenta 14.
Im Sommer 2019 war sie mit ihren Filmen Teil der Delegation der Essbaren Stadt Kassel im deutschen Pavillon auf der International Horticultural Exhibition in Peking, China.
Für die Stadt München entwickelte sie zwei Audiowalks/Audioguides zur nachhaltigen Ernährung und Ernährungswende in den Stadtteilen Giesing (2021) und Sendling (2022).
2022 veröffentlichte sie ihren Dokumentarfilm über queer-feministische Gemeinschaftsgärten in Nordamerika, mit dem sie unter anderem auf die Documenta 15 eingeladen wurde.
Aus diesem Film ist die Gründung des queerecologieiscollective hervorgegangen. Ein Kollektiv, dass sich auf wissenschaftliche, aktivistische und künstlerische Weise mit queer-feministischen Ökologien auseinandersetzt und u. a. zur feministischer Symbiose mit Pilzen publiziert.
In dem Kollektiv p.a.K.T. (peripher absurdes Kunst Tribunal) kreiert sie u. a. zusammen mit Jana Korb „Post-anthropozentrischen Zirkus“ in Form von ortsspezifischen outdoor Performances. 2024 sind drei Performances uraufgeführt worden. Der theatrale Wald-Spaziergang „W.A.L.D“, die spekulative Zukunftsperformace Fungi-Fiction „MYZEL“ und das mehrstündige Spektakel für Gemeinschaftsgärten „Cirque du Soil“, bei dem sich alles um das Mikrobiom im Kompost und lebendigen Böden dreht. Diese Performances basieren auf der gleichberechtigten Zusammenarbeit mit Bäumen, Pilzen und Mikroben. Multisensorische, interaktive und luftartistische Elemente werden dabei kombiniert und eröffnen so einen Erfahrungsraum, für die Dezentrierung des menschlichen Blicks.

## Filmografie (Auswahl)
- 2004: Eine andere Welt ist pflanzbar! Teil 1: Gemeinschaftsgärten in Buenos Aires[15][16]
- 2005: No Land! No House! No Vote! – voices from the housing struggle – Cape Town[17]
- 2006: Eine andere Welt ist pflanzbar! Teil 2: Gemeinschaftsgärten in Berlin[18][19]
- 2006: Women between the front lines[20][21]
- 2007: Eine andere Welt ist pflanzbar! Teil 3: Gemeinschaftsgärten in Südafrika[22][23]
- 2007: Grenzcamp Ukraine[24]
- 2010: Zukunft säen – Vielfalt ernten! Saatgut bleibt Gemeingut[25]
- 2011: The garden, a place for lifelong learning[26]
- 2011: Widerständige Saat / Resilient Seed[27]
- 2012: Eine andere Welt ist pflanzbar! Teil 4: Gemeinschaftsgärten in Nordamerika[28][29]
- 2012: Wenn Pferde flüstern. Lene Husch und ihre Pferde (When Horses Whisper)[30]
- 2015: Eine andere Welt ist pflanzbar! Teil 5: Urbane Gemeinschaftsgärten in Deutschland[31][32]
- 2022: Queer Gardening – queer-feminist ecologies in North America[9][33]

## Performances/Theaterprojekte
- 2013: KUNSTSCHNEE. Alpines Selbstoptimierungsdrama von Ella von der Haide (Uraufführung: 7.2.2013 in München im Haus der kleinen Künste e.V.)[34]
- 2023: How to love the Microbiome. Performative Übung. Post-anthropozentrischer Zirkus Teil I,5 von und mit Jana Korb und Ella von der Haide[35]
- 2024: Cirque du Soil. Post-anthropozentrischer Zirkus in urbanen Gärten von und mit Jana Korb und Ella von der Haide (Uraufführung: 14.9.2024 in der CircusMühle Kelbra)[36]
- 2024: W.A.L.D. Performativer Spaziergang. Post-anthropozentrischer Zirkus Teil II von und mit Jana Korb und Ella von der Haide (Uraufführung: 16.3.2024 im Forstenrieder Park)[37]
- 2024: MYZEL. Performance-Spaziergang in eine spekulative Zukunft mit Pilzen. Post-anthropozentrischer Zirkus Teil III von und mit Ella von der Haide und Nicola von Thurn (Uraufführung: 9.11.2024 im Forstenrieder Park)[38]

## Schriften
- (mit Christoph Arndt): Urbane Gärten in Buenos Aires. (= Diskussionsbeiträge des Instituts für Stadt- und Regionalplanung, Heft 59.) Universitätsverlag der Technischen Universität Berlin, Berlin 2007, ISBN 978-3-7983-2053-6.
- (mit Andrea Jana Korb): Durch das Frau-Werden der Arbeit zur Revolution? Eine feministische Kritik an Antonio Negris Ready-Mix. In: Das Argument 235, h.2, , 2000, 227-233
- Von der unerwarteten Verwandlung der Ingenieurinnen in Cyborgs. In: NEWS, Frauen-Forum der TU Berlin, 2001, S. 9–10.
- Gemüse und Solidarität. Urbane Landwirtschaft und Gemeinschaftsgärten in Buenos Aires. (= Skripte zu Migration und Nachhaltigkeit, Nr. 5.) Stiftung Interkultur, München 2007.
- Eine andere Welt ist pflanzbar! Gemeinschaftsgärten in der Welt. In: Interkulturelle Gemeinschaftsgärten. Sustainable Austria, Nr. 46, 2009, S. 5.
- Partizipatorische Urbane Landwirtschaft in München 2009. In: Stiftung Interkultur München. 2010.
- (mit Severin Halder, Julia Jahnke und Carlolin Mees): Guerilla Gardening und andere politische Gartenbewegungen. Eine globale Perspektive. In: Christa Müller (Hrsg.): Urban Gardening. Über die Rückkehr der Gärten in die Städte. Oekom Verlag, München 2011, ISBN 978-3-86581-244-5, S. 266–278.
- Growing the Good Food Revolution – Community Gardens in North America. In: Visionen. Biel 2011, S. 5–8.
- DIE NEUEN GARTENSTÄDTE Urbane Gärten, Gemeinschaftsgärten und Urban Gardening in Stadt- und Freiraumplanung. Internationale Best Practice Beispiele für kommunale Strategien im Umgang mit Urbanen Gärten. Kassel 2014, URI: urn:nbn:de:hebis:34-2015012147238[39]
- (mit Severin Halder, Miren Artola und Dörte Martens): Aktivismus trifft Forschung in Gemeinschaftsgärten – Praktische Erfahrungen mit einer fruchtbaren Beziehung. In: Rosol, Marit; Kumnig, Sarah; Exner, Andrea*s (Hrsg.) (2017) Grüne urbane Aktivitäten zwischen neoliberaler Stadtentwicklung und Stadtgestaltung von unten. Transcript. Bielefeld (S. 109-137) DOI: 10.14361/9783839435892-001
- Sharing the Harvest: Experimental methodologies combining art, activism and sciences to foster transformative research, learning and communication in urban agroecology. Co-Authors: Ella von der Haide, Anna Maria Orrù, Barbara Van Dyck, Debra Solomon, Mama D. Ujuaje, Deirdre (Dee) Woods, Severin Halder, Robin Grey. In: Deh-Tor C.M. (2021) Working Title: Political agroecology and food planning. Routledge London, New York (S. 27) doi:10.4324/9780429433566
- Über die Keimzelle, während es regnet. In: Haarmann, Anke, Lemke, Harald (Hrsg.) (2022) Die Keimzelle: Transformative Praxen einer anderen Stadtgesellschaft. Theoretische und künstlerische Zugänge. Tranbscribt. Bielefeld (S. 51-58) ISBN 978-3-8376-5550-6
- mit quEErEcologiEscollEctivE: Von Pilzen lernen. Wie queerfeministische Ökolog*innen von Pilzen inspiriert werden. (2023) In MissyRedaktion.
- Queer Gardening. Mit urbanen Gärten Ökofeminismus weiterdenken S. 207 – 221 in Baier, A., Müller, C., & Werner, K. (Eds.). (2024). Unterwegs in die Stadt der Zukunft: Urbane Gärten als Orte der Transformation transcript Verlag.